# Доктрина Джонсона

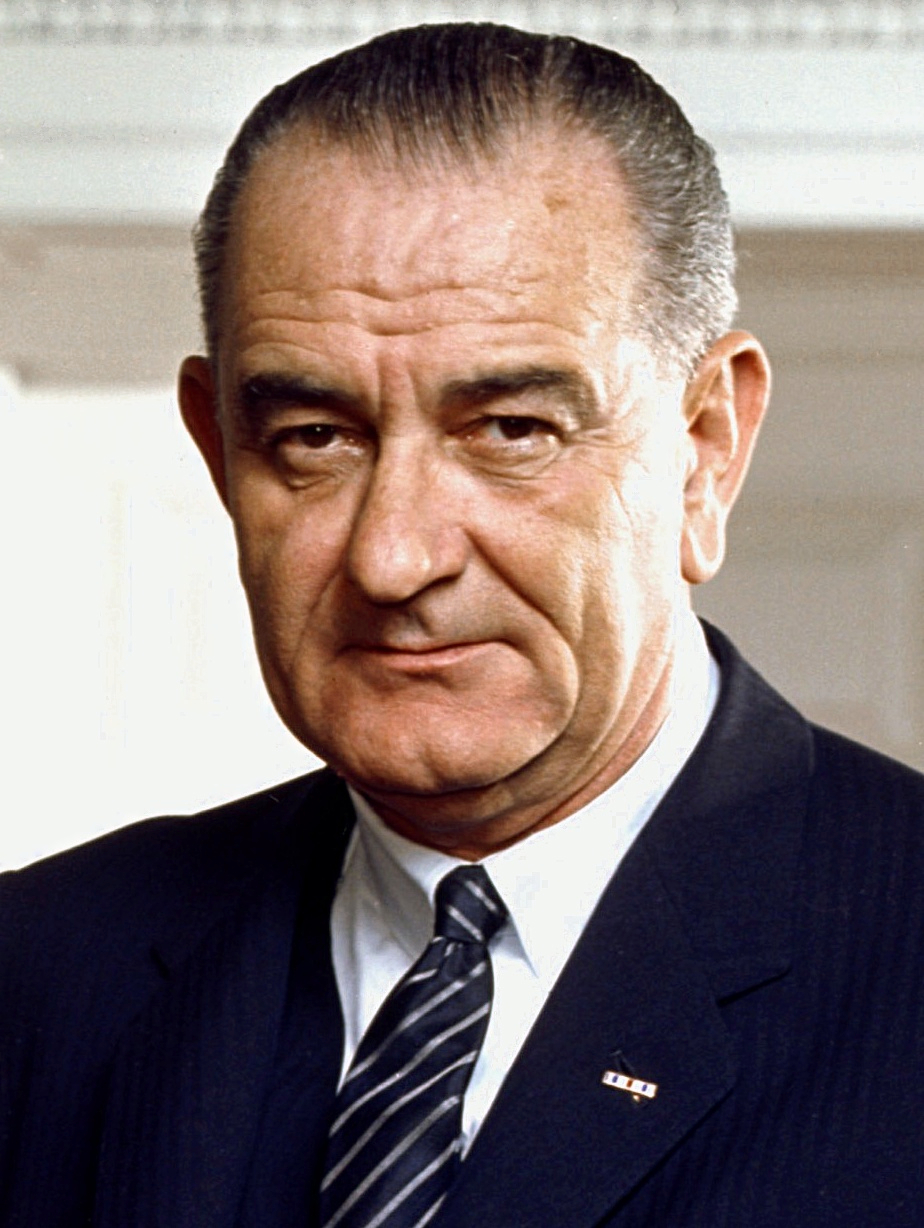
Ліндон Джонсон

«Доктри́на Джо́нсона» (англ. Johnson Doctrine) — це проголошена 1965 р. Президентом США Л. Б. Джонсоном зовнішньополітична доктрина, яка передбачала право на інтервенцію у країни Західної півкулі (а згодом — Азійсько-Тихоокеанського регіону) лише у разі загрози з боку комуністичного режиму заради захисту прав своїх громадян. Проголошення доктрини обґрунтовувало втручання 1965 року в Домініканську республіку.